# Doug McMillan
Douglas “Doug” McMillan (ur. 14 października 1944 w Dundee) – amerykański piłkarz pochodzenia szkockiego, grający na pozycji napastnika, reprezentant kraju, trener.

## Kariera piłkarska
Doug McMillan karierę piłkarską rozpoczął w 1973 roku w występującym rozgrywkach ASL. W debiutanckim sezonie rozegrał 7 meczów, strzelił 11 goli, ponadto zaliczył 7 asyst, co dało mu 2. miejsce w klasyfikacji kanadyjskiej, a także zdobycie nagrody Odkrycia Roku ASL.
W 1974 roku został zawodnikiem klubu NASL - Los Angeles Aztecs, z którym w sezonie 1974 zdobył mistrzostwo NASL, a także został ogłoszonym Odkryciem Roku NASL. W tym klubie występował do 1976 roku, rozgrywając w lidze NASL 35 meczów i strzelił 11 goli. W 1976 roku przeszedł do klubu ASL - Los Angeles Skyhawks, z którym zdobył mistrzostwo (1976) i wicemistrzostwo ASL (1978) oraz gdzie w 1978 roku w wieku 34 lat zakończył piłkarską karierę.

## Kariera reprezentacyjna
Doug McMillan w 1973 roku rozegrał 2 mecze w reprezentacji Stanów Zjednoczonych. Zadebiutował w niej dnia 17 marca 1974 roku na Bermuda National Stadium w Hamilton w przegranym 4:0 meczu towarzyskim meczu z reprezentacją Bermudów. Ostatni mecz w reprezentacji Stanów Zjednoczonych zaliczył trzy dni później, dnia 29 marca 1973 roku w Łodzi na stadionie ŁKS-u Łódź, gdzie jego reprezentacja przegrała 4:0 w towarzyskim meczu z reprezentacją Polski. Rozegrał nieoficjalny mecz w reprezentacji Stanów Zjednoczonych dnia 29 marca 1973 roku w Brugii, który jego reprezentacja przegrała 6:0 z reprezentacją Belgii.

## Sukcesy piłkarskie

### Los Angeles Aztecs
- Mistrzostwo NASL: 1974

### Los Angeles Skyhawks
- Mistrzostwo ASL: 1976
- Wicemistrzostwo ASL: 1978

### Indywidualne
- Odkrycie Roku ASL: 1973
- Odkrycie Roku NASL: 1974

## Kariera trenerska
Doug McMillan jeszcze w czasie kariery piłkarskiej rozpoczął karierę trenerską w Los Angeles Skyhawks, z którym jako grający trener w sezonie 1978 sięgnął po wicemistrzostwo ASL. W 1986 roku otworzył Camp North American Soccer Academy w Commerce w stanie Georgia. W latach 1996–2002 był asystentem trenera uniwersyteckiej drużyny Life University w Marietta w stanie Georgia.